# Дёмин, Ярослав Александрович
Ярослав Александрович Дёмин (род. 30 августа 2005, Москва) — российский профессиональный теннисист, мастер спорта России (2022). Победитель четырёх турниров ITF (два — в одиночном разряде).
Победитель одного юниорского турнира Большого шлема в парном разряде (Открытый чемпионат Франции-2023); финалист одного юниорского турнира Большого шлема в одиночном разряде (Уимблдон-2023) и полуфиналист одного юниорского турнира Большого шлема в парном разряде (Открытый чемпионат США-2023); бывшая первая ракетка мира в юниорском рейтинге ITF (2023).

## Общая информация
Отец Александр тоже занимался теннисом, но особых результатов в профессионалах не показал. Мама Юлия ездит с Ярославом по турнирам.
Параллельно с профессиональным теннисом Дёмин окончил школу экстерном и поступил в Поволжский ГУФКСиТ на кафедру теории и методики тенниса и бадминтона, где планирует получить тренерское образование.
В теннис начал играть в Москве, в клубе спортивного общества «Спартак». Сначала тренировался у Натальи Бадер, потом перешёл к Евгении Куликовской, тренировавшей Елену Рыбакину.
Сейчас живёт в Испании и тренируется в Академии Рафаэля Надаля на Мальорке, в которую его пригласили после успешного выступления на юниорском Кубке Дэвиса, где он выиграл шесть матчей из шести. До этого занимался в Академии тенниса 4Slam в Барселоне.

## Спортивная карьера

### Юниорские турниры: 2021—2023 годы
В 2021—2023 годах завоевал девять юниорских титулов ITF в парном разряде.
Он также завоевал два юниорских титула ITF в одиночном разряде: G1 Гвадалахара (Мексика) в 2022 году и J500 Крисиума (Бразилия) в 2023 году.
В июне 2023 года вместе с мексиканцем Родриго Пачеко Мендесом стал победителем Открытого чемпионата Франции в парном разряде среди юношей, в финале победив итальянцев Габриэле Вульпитта и Лоренцо Шиахбаси со счётом 6-2, 6-3.
В июле 2023 года Дёмин вышел в финал Уимблдонского турнира в одиночном разряде среди юношей, где проиграл британцу Генри Серлу со счётом 4-6, 4-6.
В начале сентября 2023 года вместе с мексиканцем Родриго Пачеко Мендесом дошёл до полуфинала в парном разряде юниорского турнира Большого шлема Открытого чемпионата США, где они проиграли Джоэлу Шварцлеру и Федерико Бондиоли со счётом 7-6(7-4), 3-6, [6-10].
В декабре по итогам 2023 года Ярослав стал лауреатом премии «Русский Кубок» в номинации «Юниор года».

### Взрослые турниры

#### 2024
В январе 2024 года стал победителем взрослого международного турнира ITF категории M15, проходившего в Манакоре (Испания) — в Академии Рафаэля Надаля, где в финале Дёмин обыграл хорвата Луку Микрута со счётом 6:3, 5:7, 6:3.
На этом же турнире в парном разряде вместе с гонконгским теннисистом Коулменом Вонгом дошёл до финала, где проиграл Эдасу Бутвиласу и Карлосу Лопесу Монтагуду со счётом: 2-6, 6-7(6-8).

## Итоговое место в рейтинге ATP по годам
| Год  | Одиночный рейтинг | Парный рейтинг |
| 2024 | 634               | 1168           |
| 2023 | 1162              | 1399           |

## Финалы Мирового тура ITF

### В одиночном разряде: 2 (2 титула)
| \| Легенда \| \| ------------- \| \| ITF WTT (2–0) \| |
| Легенда                                               |
| ITF WTT (2–0)                                         |

| Результат | W–L | Дата     | Турнир               | Уровень | Поверхность | Противник        | Счёт          |
| --------- | --- | -------- | -------------------- | ------- | ----------- | ---------------- | ------------- |
| Победа    | 1–0 | янв 2024 | M15 Манакор, Испания | WTT     | Hard        | Лука Микрут      | 6-3, 5-7, 6-3 |
| Победа    | 2–0 | авг 2024 | M15 Монастир, Тунис  | WTT     | Hard        | Алтуг Челикбилек | 6-4, ret.     |

### В парном разряде: 1 (1 финал)
| \| Легенда \| \| ------------- \| \| ITF WTT (0–1) \| |
| Легенда                                               |
| ITF WTT (0–1)                                         |

| Результат | W–L | Дата     | Турнир               | Уровень | Поверхность | Партнёр      | Противники                          | Счёт          |
| --------- | --- | -------- | -------------------- | ------- | ----------- | ------------ | ----------------------------------- | ------------- |
| Поражение | 0–1 | янв 2024 | M15 Манакор, Испания | WTT     | Hard        | Коулмен Вонг | Эдас Бутвилас Карлос Лопес Монтагуд | 2-6, 6-7(6-8) |

## Финалы юниорскихтурниров Большого шлема

### Одиночный разряд
| Результат | В-П | Дата         | Турнир                                                    | Поверхность | Противник  | Счёт     |
| --------- | --- | ------------ | --------------------------------------------------------- | ----------- | ---------- | -------- |
| Финалист  | 0-1 | 16 июля 2023 | Уимблдонский турнир среди юношей (Лондон, Великобритания) | Трава       | Генри Серл | 4:6, 4:6 |

### Парный разряд
| Результат | В-П | Дата         | Турнир                                                   | Поверхность | Партнёр               | Противники                           | Счёт     |
| --------- | --- | ------------ | -------------------------------------------------------- | ----------- | --------------------- | ------------------------------------ | -------- |
| Победа    | 1-0 | 10 июня 2023 | Открытый чемпионат Франции среди юношей (Париж, Франция) | Грунт       | Родриго Пачеко Мендес | Лоренцо Шиахбаси, Габриэле Вульпитта | 6:2, 6:3 |